# Wolfgang Abel en Marco Furlan
Wolfgang Abel (Düsseldorf, 25 maart 1959 – Negrar, 25 oktober 2024) en Marco Furlan (Padua, 16 januari 1960) worden beschouwd als een seriemoordenaarsduo dat van 1977 tot 1984 moorden pleegde.

## Leven
Wolfgang en Marco kwamen uit welgestelde families: Wolfgangs vader was directeur van een Duitse verzekeringsmaatschappij, Marco’s vader was een bekend plastisch chirurg, gespecialiseerd in brandwonden. Beide jongens kenden elkaar van school en ook tijdens hun studie aan de universiteit trokken ze met elkaar op.

## De moorden
Bij iedere moord werd op de plaats delict een boodschap achtergelaten en naar de krant gestuurd door "Ludwig", een naam die boven een nazi-adelaar en swastikateken geplaatst was. In de boodschap werd steeds de reden van de moord vermeld: "Wij zijn de laatste van de nazi's" en "De dood komt over hen die de ware God verraden". Hierbij verwees "Ludwig" naar de in zijn ogen inferioriteit van de slachtoffers. De volgende slachtoffers werden onder andere toegeschreven aan "Ludwig":
| Een aan drugsverslaafde zigeuner | Augustus 1977, levend in brand gestoken              |
| Casinomedewerker in Padua        |                                                      |
| Ober uit Venetië                 | 34 steekwonden                                       |
| Prostituee                       | Met een bijl vermoord                                |
| Twee priesters in Vicenza        | Schedels ingeslagen                                  |
| Lifter in centrum Verona         | Levend in brand gestoken                             |
| Priester in Trenton              | Homoseksueel, spijker en kruis in voorhoofd geslagen |
| Milaan, 5 slachtoffers           | Bioscoop van pornofilms in brand gestoken            |
| München, 1 dodelijk slachtoffer  | Discotheek in brand gestoken. 40 mensen zwaargewond  |

Op 3 maart 1984 werden ze opgepakt terwijl ze bezig waren voorbereidingen te treffen om een discotheek in Castiglione delle Stiviere in brand te steken, waar 400 mensen aanwezig waren. Beide mannen waren gekleed in pierrotkostuums.

## Rechtszaak
Op 1 december 1986 werd de rechtszaak tegen Wolfgang en Marco begonnen. Beiden ontkenden enige betrokkenheid bij de moorden van "Ludwig", maar de politie beschikte over bewijsmateriaal, gevonden in Wolfgangs huis (onder andere een boek met "Ludwig Friar" onderstreept), die een link legde tussen hem en de "Ludwig"-moorden. Verder was het opvallend, dat na de arrestatie de moorden van "Ludwig" ophielden.
Beide jongemannen werden schuldig bevonden aan 10 van de 27 moordzaken en werden veroordeeld tot 30 jaar gevangenisstraf. De overweging van de rechtbank, dat beiden gedeeltelijk geestesziek waren (wat onder andere bleek uit hun zelfmoordpogingen in de cel) voorkwam een veroordeling tot levenslang.
Tot een echte gevangenisstraf kwam het echter niet. Na hun hoger beroep mochten Wolfgang en Marco leven in Mestrinon en Casale Scodosia, waar zij slechts een meldplicht hadden bij de lokale politie. Marco blijft tot op heden de aantijgingen ontkennen en beschouwt zichzelf als de zondebok van de politie, die niet in staat bleek de ware dader(s) te traceren.
Abel overleed in oktober 2024 op 65-jarige leeftijd.